# Parco dei Calanchi e Monte Ascensione
Il Parco dei Calanchi e Monte Ascensione è un'area geografica circoscritta al Monte Ascensione, che si caratterizza per la presenza imponente del monte e per la formazione di fenomeni geomorfologici di erosione del terreno definiti calanchi. L'area non è riconosciuta ne a livello regionale ne nazionale come parco se pur il Monte Ascensione è riconosciuto dal Ministero e dalla Regione Marche come zona SIC-ZCS/ZPS.

## Geografia

### Comuni
L'area del Parco dei Calanchi e Monte Ascensione abbraccia le Province di Ascoli Piceno e Fermo, e i comuni coinvolti sono:
- Comuni della Provincia di Ascoli Piceno
  - Appignano del Tronto
  - Ascoli Piceno
  - Castignano
  - Cossignano
  - Force
  - Montedinove
  - Offida
  - Palmiano
  - Rotella
  - Venarotta
- Comuni della Provincia di Fermo
  - Montefalcone Appennino
  - Montelparo
  - Monte Rinaldo
  - Smerillo

### I Calanchi
Il calanco è un fenomeno geomorfologico di erosione del terreno che si produce per l’effetto di dilavamento delle acque su terreni prevalentemente argillosi, con scarsa copertura vegetale e quindi poco protetti dai fenomeni di ruscellamento in occasione di eventi meteorici.

### Il Monte Ascensione
Il Monte Ascensione ricopre un ruolo importante in questo territorio, sia per la sua conformazione e posizione, da cui sono nate diverse legende, sia per le sue caratteristiche geomorfologiche, oggetto di studio per molti ricercatori e studiosi.

## L'Associazione
Nel 2016 i comuni dell'area hanno sostenuto la nascita dell'Associazione "Parco dei Calanchi e Monte Ascensione", al fine di valorizzare e promuovere il territorio.
L'Associazione Parco dei Calanchi e Monte Ascensione ha sede a Ripaberarda, frazione del comune di Castignano, luogo da cui sono partiti i primi studi sui calanchi. Il primo convegno avente come tema “Il territorio dei calanchi” è stato promosso nel 2008 dal Centro Culturale "Lo Castello" a Ripaberda.

### Amministrazione
| Data inizio      | Data fine        | Nome                  | Carica          | Note                   |
| ---------------- | ---------------- | --------------------- | --------------- | ---------------------- |
| 22 Marzo 2016    | 23 Giugno 2018   | Piero Farabollini     | Presidente      |                        |
| 30 Giugno 2018   | 30 Marzo 2019    | Giorgio Marini        | Presidente      | Pro tempore            |
| 30 Marzo 2019    | 10 Novembre 2019 | Francesca Pantaloni   | Presidente      |                        |
| 10 Novembre 2019 | 30 Marzo 2022    | Livia Carmelita Stipa | Vice-Presidente | Presidente Pro tempore |
| 30 Marzo 2022    |                  | Natale Vallone        | Presidente      |                        |

## Galleria d'immagini

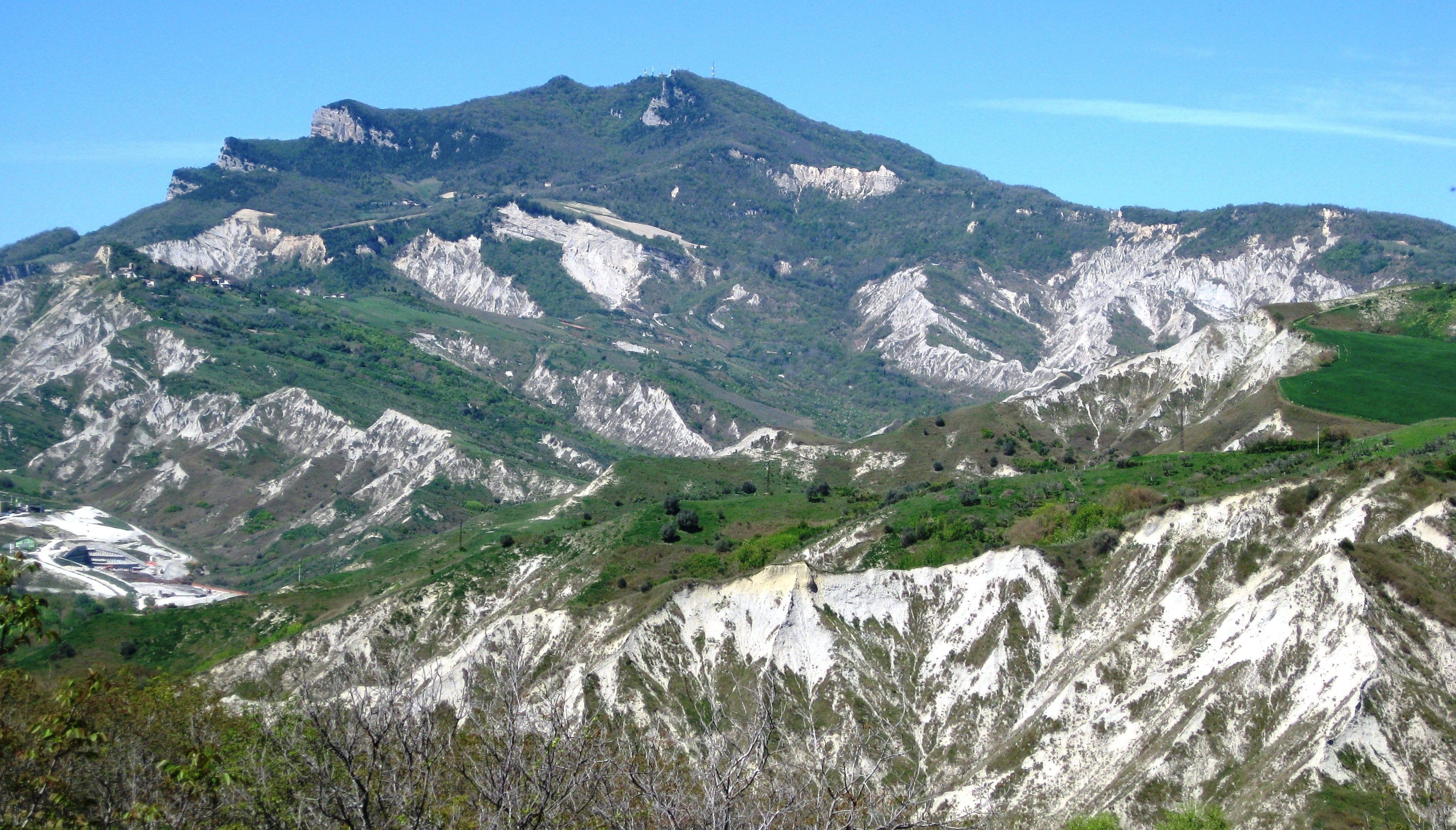
Il Monte Ascensione e i suoi calanchi
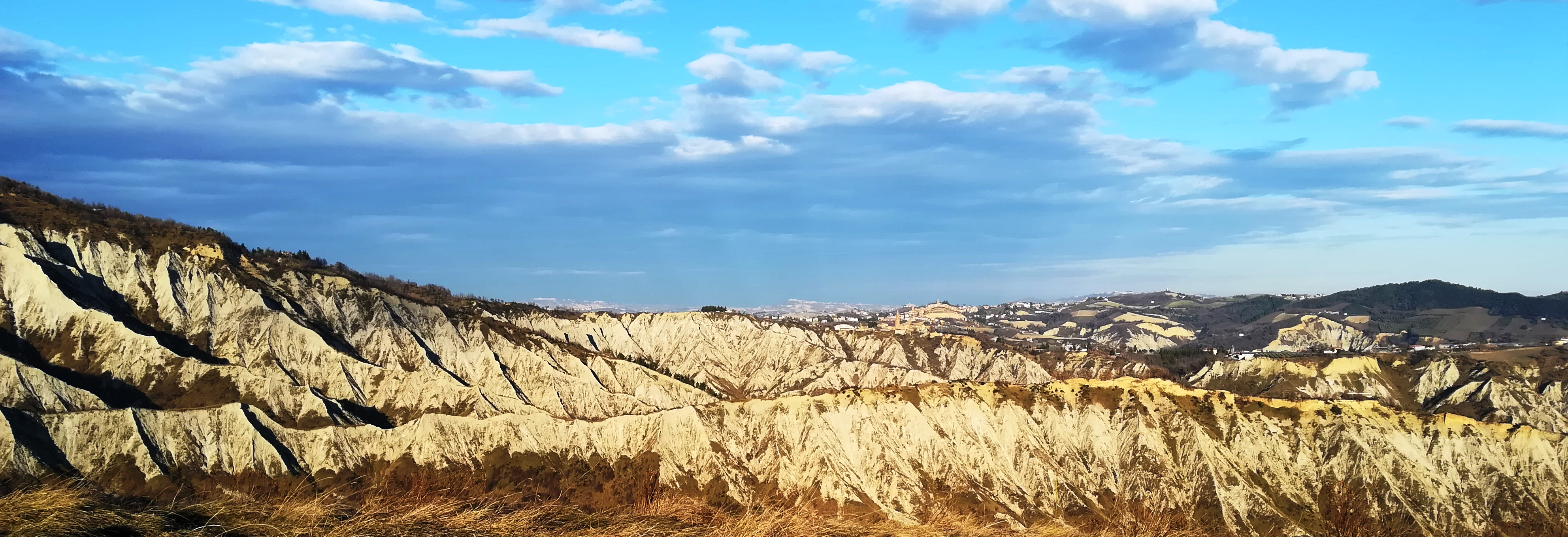
Calanchi del Monte Ascensione (Area del Parco dei Calanchi e Monte Ascensoine con vista da Porchiano)